# Elisabeth Kübler-Ross
Elisabeth Kübler-Ross, ameriška pisateljica in psihiatrinja švicarskega rodu, * 8. julij 1926, Zürich, Švica, † 24. avgust 2004, Scottsdale, Arizona, Združene države Amerike.
Eno njenih najbolj znanih del je model Kubler-Ross, ki predstavlja pet faz žalovanja, ki si sledijo v naslednjem vrstnem redu: zanikanje, jeza, pogajanje, depresija in sprejemanje. Po njej je bil tudi poimenovana Kubler-Ross foundation, katerega je ustanovil njen sin Ken in pomaga ljudem pri sprejemanju smrti.

## Življenje

### Otroštvo
Elisabeth Kübler-Ross se je rodila 8. julija 1926 kot ena izmed trojčic (s sestrama Evo in Eriko) staršema Ernstu in Emmi Villiger-Kübler. V šestem razredu je imela željo postati zdravnica, njen oče pa jo je silil, da bi delala kot sekretarka v njegovi odvetniški pisarni. Elisabeth je pri šestnajstih zapustila domovino in pobegnila v Nemčijo, kjer se je zaposlila kot kuharica, zidarka, krojačica ter asistentka v očesni kliniki. V tem času se je tudi seznanila z delom v bolnicah, kjer je pomagala beguncem.

### Po drugi svetovni vojni
Leta 1945 je Elisabeth začela potovati po Evropi v želji, da bi postala zdravnica. V uničeni Evropi je obiskala mnoge države, katere je vojna prizadela najhuje, in tam pomagala vzpostaviti klinike za prvo pomoč. Kasneje pa začela skrbeti za begunce in tiste, ki so preživeli koncentracijska taborišča. Po obisku tabora Majdanek na Poljskem se je odločila, da želi postati psihiatrinja, saj bi lahko pomagala ljudem se soočiti s smrtjo. Leta 1953 je pričela s študiranjem na medicinski univerzi v Zurichu (končala leta 1957), kjer je tudi spoznala svojega bodočega moža, judovsko-ameriškega nevropatologa Emanuela Rossa. Leta 1958 sta se poročila in preselila v New York.

### Življenje v Ameriki

#### Akademski del
Po preselitvi je postala raziskovalna sodelavka v Manhattanski državni bolnici, kjer jo je šokiral način ravnanja z umirajočimi bolniki, katere so preprosto ignorirali zaradi bojazni pred zasvojenostjo od protibolečinskih zdravil. Kübler-Ross je začel zanimati postopek umiranja, zato je začela govoriti s pacienti, da bi jih bolje razumela. Po dveh letih je dobila dovoljenje za svetovanje in pomoč umirajočim.
1961 je postala ameriška državljanka in leto kasneje sta skupaj z možem odšla delat na medicinski center univerze Colorado v Denverju kot profesorja psihiatrije. Kübler-Ross je nekega dne povabila 16-letno dekle na predavanje, ki je umiralo zaradi levkemije. Študenti niso bili vajeni takšnega načina poučevanja, a je ravno za to postala zelo znana.
Leta 1965 se je pridružila fakulteti na medicinski šoli Univerze v Chicagu, kjer je bila zaposlena kot docent za psihiatrijo. Medtem so jo tam nekateri študenti teologije prosili za pomoč pri raziskovalnem projektu smrti, zato je začela izvajati intimne razgovore z bolniki z boleznimi pred bolniškimi uslužbenci, študenti medicine in študenti teologije. V začetku je medicinska skupnost zavrnila njene seminarje, vendar so sčasoma postali tako obiskani, da  jih je bilo treba premakniti v veliki avditorij. Danes so tečaji o smrti in umiranju vključeni v učne načrte za medicinske šole.
Ti intervjuji, pa tudi drugi, so postali osnova knjižice o smrti in umiranju Kübler-Rossa, kjer je identificirala in opisala pet psiholoških stopenj - poznane kot stopnje žalovanja. Knjiga je postala priljubljena zunaj medicinske skupnosti in je pomagala odpreti razprave o smrti v kulturi, ki je bila navadno nelagodna s temo.
Kübler-Ross je opustila poučevanje v sredini sedemdesetih, potem ko je Univerza v Chicagu začela dvomiti o veljavnosti njenega dela kot resnične medicinske raziskave. Šla je v zasebno prakso in vztrajala pri pisanju, nadaljevala je tudi z govori o smrti in tranzicijah v naslednje življenje. Intervjuji z bolniki, ki so imeli bližnje izkušnje s smrtjo, so jo pripeljali do raziskovanja življenja po smrti. Ker se je Elisabeth začela prosto pogovarjati o izkušnjah in duhovnih vodnikih zunaj telesa, je medicinska skupnost izgubila zanimanje v njeno delo in njeno verodostojnost.
Kljub temu so jo leta 1999 v reviji Time poimenovali za enega izmed 100 največjih mislecev vsega časa.

#### Osebni projekti
V zgodnjih šestdesetih je rodila sina (kasneje tudi hčer Barbaro), ki ji je predstavljal motivacijo za raziskovanje smrti otrok. 
Leta 1977 sta z možem odkupila 40 hektarjev zemlje v Escondidu, Kalifornija, kjer je ustanovila Shanti Niaya ali dom miru. Tam je začela s predavanji o smrti in pomagala umirajočim ter njihovim družinam, kar je povzročilo napetost v njenem zakonu ter privedlo do ločitve leta 1979. V tem času so jo tudi odslovili univerze, zato je vso svojo moč vložila v dom miru, ki pa je bil tarča kritik sploh s strani verskih organizacij zaradi seksualnih odnosov z duhovi ipd.
Leta 1985 je poskušala odpreti dom za otroke okužene s HIV v Virginiji, vendar je večina prebivalcev tega območja podpisala peticijo za zaprtje domu, saj so se bali morebitne okužbe. 1994 je center zgorel v požaru, sumijo pa njene nasprotnike raziskavi AIDSa. Takrat je pogorela vsa njena lastnina razen lastnega domu, kjer je nadaljevala z načrtovanjem svojih projektov.

### Smrt
Leta 1995 je doživela vrsto kapi, ki so ji paralizirale levo polovico obraza. V istem letu se je zaprl tudi dom miru. Do konca življenja je bila v invalidskem vozičku in od leta 2002 do 2004 v bolnici, kjer je dočakala smrt pri starosti 78.

## Fundacija Kübler-Ross
Fundacija Elisabeth Kübler-Ross je organizacija, ki temelji na prostovoljstvu in je bila navdihnjena po življenju psihiatrinje, pionirke humanitarnih dejavnosti in kreatorke hospica, dr. Elisabeth Kübler-Ross.
Fundacija sodeluje pri pobudah in sodeluje s posamezniki in/ali organizacijami z namenom:
- izboljšanja sočutne skrbi za hudo bolne in/ali umirajoče,
- nadaljnjega sprejemanja smrti kot dela življenja,
- okrepiti oskrbo posebnih skupin ljudi po koncu življenjske dobe (tistih, ki so vključeni v hospic ali paliativno oskrbo otrok v zaporniškem okolju, tistih, ki živijo v oddaljenih populacijah, v državah v razvoju itd.),
- izboljšanja dostopa do pravilno predpisanih zdravil za zdravljenje bolečine,
- izboljšati komunikacije ob koncu življenja umirajočih in njihovih svojcev,
- spodbujanja zavesti o moči ljubezni in odpuščanja kot pomembni sestavini življenjskega potovanja,
- izboljšanja sočutja in razumevanje tistih, ki žalujejo ne glede na vzrok ali izvor
- upoštevanja nadaljnjih želja bolnika ob koncu življenja in spoštovanju njegove pravice do humanega ravnanja in sočutne oskrbe...

Približno 16.000 raziskovalcev, institucij, strokovnjakov in žalostnih posameznikov se je obrnilo na fundacijo Elizabeth-Kübler Ross od njene ustanovitve leta 2004.
Fundacija Elisabeth Kübler-Ross dosega svoje cilje s sodelovanjem pri zagotavljanju:
- povezovanja in sodelovanja (posamično ali prek velikih partnerskih možnosti),
- pogovorov ter priholoških konzultacij,
- izobraževanja (prek tehnologije, strokovnih izobraževalnih forumov/predstavitev in s pobudami za vključevanje skupnosti) in
- podpore (preko mreže virov delujejo kot vodi za sočutno nego).

Fundacija Kübler-Ross ima približno dvanajst mednarodnih oddelkov, ki nadaljujejo z njenim delom in pomagajo ljudem s hospicem, paliativno oskrbo in podporo ob žalosti.

## Dela

### Kübler-Ross model
Stopnje žalosti in žalovanja so univerzalne in jih doživljajo vsi ljudje vendar ne na enak način. Žalovanje se pojavlja kot odgovor na lastno terminalno bolezen posameznika, izgubo tesnega razmerja ali smrt bližnjega (bitja, človeka ali živali). Obstaja pet stopenj žalovanja, ki jih Elisabeth kot avtorica omenja v svoji knjigi O smrti in umiranju: 1. zavračanje in izolacija, 2. jeza, 3. pogajanje, 4. depresija in 5. sprejemanje.
Ljudje teh faz ne doživljamo enakovredno, saj je odvisno od okolice ter posameznikovega dojemanja situacije. Zgoraj naštete faze so napisane v vrstnem redu, v katerem se pojavijo napogosteje, sprejemljiva so pa tudi odstopanja (drugačen vrstni red, izvzeta faza ipd.).
1. Zavračanje in izolacija
Prvi odziv na spoznavanje terminske bolezni, izgube ali smrti bližnjega je zanikanje resničnosti. To je normalna reakcija, da racionaliziramo vsa čustva. Je obrambni mehanizem, ki brani neposreden šok zaradi izgube, ki nas v tistem trenutku ovira. Blokiramo racionalno razmišljanje ter poskušamo potlačiti dejstva. Začenjamo verjeti, da je življenje brez pomena in brez vrednosti.
2. Jeza
Kmalu za tem se realnost in njena bolečina ponovno pojavita, na kar še nismo pripravljeni. Intenzivna čustva se odvrnejo od našega ranljivega jedra, preusmerijo in izrazijo z jezo. Namenjena nežnim objektom, popolnim tujcem, prijateljem ali družini. Počutimo se krivi za svojo jezo, kar nas še bolj razjezi. V tem obdobju so zato lahko posamezniki precej nevarni za ljudi okrog sebe.  
3. Pogajanje
Skrivoma se poskušamo pogajati z bogom ali višjo silo, da bi prestavili neizogibno in spremljajočo bolečino. Ta šibka obramba nas ščiti pred bolečo resničnostjo. Je način izogibanja realnosti in zavlačevanja. Marsikdaj začnejo ljudje prelagati krivdo nase in od tod izhajajo vprašanja npr.: »kaj bi bilo, če bi to storil/a drugače«.
4. Depresija
Obstajata dve vrsti depresije, ki sta povezani z žalovanjem. Prva je reakcija na praktične posledice v zvezi z izgubo, ki prevladuje nad žalostjo in obžalovanjem. Skrbimo za stroške in pokop in da smo v naši žalosti porabili manj časa z drugimi, ki so odvisni od nas. Ta faza se lahko olajša z enostavnim pojasnilom in zanesljivostjo. Ljudje potrebujejo le  nekaj prijaznih besed. Druga vrsta depresije je bolj subtilna in bolj zasebna. To je naša tiha priprava, da se ločimo od pokojnika.
5. Sprejemanje
Doseganje te stopnje žalovanja je v redkost, katere marsikdo ne doseže, in je tudi edina faza, ki ima stalno pozicijo (zadnjo). V tej fazi ljudje pridejo do spoznanja, da je preteklost nesprejemljiva in nimajo vpliva na dogajanje ter sprejmejo trenutno stanje takšno kot je. Da bi prišli do tega spoznanja lahko traja več let in velikokrat niti ne dosežejo te faze zaradi podaljšane faze depresije, posledica katere so viska nagnjenja k samomorilnem vedenju.

### Literarna dela
Elisabeth Kübler-Ross, je objavila 26 knjig, ki so zdaj na voljo v 34 jezikih. Prodanih je več kot 10 milijonov izvodov njenih knjig.
- 1969: On Death and Dying
- 1974: Questions and Answers on Death and Dying: A Companion Volume to On Death and Dying
- 1975: Death: The Final Stage of Growth
- 1978: To Live Until We Say Good Bye
- 1979: Carta para un niño con cancer
- 1982: Living with Death and Dying
- 1982: Remember the Secret
- 1983: The Tunnel and the Light: Essential Insights on Living and Dying
- 1983: On Children and Death: How Children and Their Parents Can and Do…
- 1984: On Life after Death
- 1986: AIDS: The Ultimate Challenge
- 1987: Working It Through
- 1991: On Life and Death
- 1991: Erfülltes Leben - würdiges Sterben
- 1994: Quest: A memoir of living and dying
- 1994: Healing at the End of This Century
- 1995: Death Is Of Vital Importance: On Life, Death, And Life After Death
- 1997: The Wheel of Life - Autobiography
- 2005: Is There Life After Death?
- 2005: On Grief and Grieving: Finding the Meaning of Grief Through the Five Stages of Loss
- 2011: Death and Life - With Commentary from the Hereafter by Elisabeth Kübler-Ross

Dela, prevedena v sloveščino: The wheel of life (Kolo življenja), On life after death (O smrti in življenju po njej), Life after life (Življenje po življenju). Kübler-Rossove knjige so bile prevedene v 44 jezikov
V svojem revolucionarnem delu »O smrti in življenju po njej« (1984), je razpravljala o skrbi in podpori za hudo bolne, njihove družine, žalostne in vse, ki se borijo z učinki izgube.
Prav tako je sodelovala pri nastanku naslednjih del:  
- 1975: Life After Life: The Investigation of a Phenomenon - Survival of Bodily Death ,
- 1976: The Human Encounter With Death Reincarnation: The Phoenix Fire Mystery,
- 1991: Morning Has Been All Night Coming: A Journey of Self-Discovery,
- 1992: The Grieving Child in
- 2000: Children Who Have Lived Before: Reincarnation Today.